# Aleksandr Biessmiertnych (dyplomata)
Aleksandr Aleksandrowicz Biessmiertnych (ros. Алекса́ндр Алекса́ндрович Бессме́ртных; ur. 10 listopada 1933 w Bijsku) – dyplomata ZSRR.

## Życiorys
Absolwent Państwowego Instytutu Stosunków Międzynarodowych w Moskwie. Od 1988 do 1990 pierwszy wiceminister spraw zagranicznych ZSRR. Od 1990 do 1991 ambasador nadzwyczajny i pełnomocny ZSRR w Stanach Zjednoczonych. W 1991 objął tekę szefa MSZ, podał się jednak do dymisji po wydarzeniach w sierpniu tego roku. Od 1991 do 1992 kierował ośrodkiem analiz politycznych przy Stowarzyszeniu Polityki Zagranicznej (prezydent tego stowarzyszenia od 1992 do 1993). Od 1993 przewodniczący Światowej Rady Eks-Ministrów Spraw Zagranicznych.